# Municipio de Hawksnest
El municipio de Hawksnest (en inglés: Hawksnest Township) es un municipio ubicado en el condado de Wells en el estado estadounidense de Dakota del Norte. En el año 2010 tenía una población de 21 habitantes y una densidad poblacional de 0,22 personas por km².

## Geografía
El municipio de Hawksnest se encuentra ubicado en las coordenadas 47°22′27″N 99°19′14″O / 47.37417, -99.32056. Según la Oficina del Censo de los Estados Unidos, el municipio tiene una superficie total de 93.44 km², de la cual 93,04 km² corresponden a tierra firme y (0,43 %) 0,4 km² es agua.

## Demografía
Según el censo de 2010, había 21 personas residiendo en el municipio de Hawksnest. La densidad de población era de 0,22 hab./km². De los 21 habitantes, el municipio de Hawksnest estaba compuesto por el 100 % blancos. Del total de la población el 0 % eran hispanos o latinos de cualquier raza.